# Melobesia triplex
Melobesia triplex Heydrich, 1902  é o nome botânico  de uma espécie de algas vermelhas  pluricelulares do gênero Melobesia, subfamília Melobesioideae que são encontradas em Madagascar.